# 121-й меридіан західної довготи
121-й меридіан західної довготи — лінія довготи, що лежить на 121 градус західніше Гринвіцького меридіана. Вона проходить від Північного полюса через Північний Льодовитий океан, Північну Америку, Тихий океан, Південний океан та Антарктиду до Південного полюса.
121-й меридіан західної довготи формує велике коло разом із 59-тим меридіаном східної довготи.

## Список географічних об'єктів, що перетинає 121° зх. д.
Починаючи на Північному полюсі та рухаючись до Південного полюса, 121-й меридіан західної довготи проходить через:
| Координати                                                   | Країна, територія або море | Примітки |
| ------------------------------------------------------------ | -------------------------- | --- |
| 90°0′ пн. ш. 121°0′ зх. д. / 90.000° пн. ш. 121.000° зх. д.  | Північний Льодовитий океан | |
| 76°45′ пн. ш. 121°0′ зх. д. / 76.750° пн. ш. 121.000° зх. д. | Канада                     | Північно-Західні території — проходить через острів Принца Патріка                                                   |
| 75°44′ пн. ш. 121°0′ зх. д. / 75.733° пн. ш. 121.000° зх. д. | Протока Мак-Клур           | |
| 74°28′ пн. ш. 121°0′ зх. д. / 74.467° пн. ш. 121.000° зх. д. | Канада                     | Північно-Західні території — проходить через острів Бенкс                                                            |
| 71°26′ пн. ш. 121°0′ зх. д. / 71.433° пн. ш. 121.000° зх. д. | Затока Амундсена           | |
| 69°40′ пн. ш. 121°0′ зх. д. / 69.667° пн. ш. 121.000° зх. д. | Канада                     | Північно-Західні території — проходить через Велике Ведмеже озеро Британська Колумбія — проходить через Тамблер-Ридж |
| 49°0′ пн. ш. 121°0′ зх. д. / 49.000° пн. ш. 121.000° зх. д.  | США                        | Вашингтон Орегон Каліфорнія                                                                                          |
| 35°28′ пн. ш. 121°0′ зх. д. / 35.467° пн. ш. 121.000° зх. д. | Тихий океан                | |
| 60°0′ пд. ш. 121°0′ зх. д. / 60.000° пд. ш. 121.000° зх. д.  | Південний океан            | |
| 73°41′ пд. ш. 121°0′ зх. д. / 73.683° пд. ш. 121.000° зх. д. | Антарктида                 | Проходить через Землю Мері Берд, на яку жодна країна не претендує                                                    |